# Hibernian Football Club 2021-2022
Questa voce raccoglie le informazioni riguardanti l'Hibernian Football Club nelle competizioni ufficiali della stagione 2021-2022.

## Stagione
- In Scottish Premiership l'Hibernian si classifica all'8º posto (45 punti), dietro al Livingston e davanti al St. Mirren.
- In Scottish Cup viene eliminato in semifinale contro gli Hearts (1-2).
- In Scottish League Cup perde la finale contro il Celtic (1-2).
- In Conference League, dopo aver eliminato nel secondo turno preliminare gli andorrani del FC Santa Coloma (5-1 complessivo), vengono eliminati nel turno successivo dai croati del Rijeka (2-5 complessivo).

## Maglie e sponsor
Il fornitore tecnico per la stagione 2021-2022 è Joma, mentre lo sponsor ufficiale è Utilita Energy.
| Casa | Trasferta | Terza divisa |

## Rosa
| N. |                        | Ruolo | Calciatore       |
| -- | ---------------------- | ----- | ---------------- |
| 1  | Inghilterra (bandiera) | P     | Matt Macey       |
| 2  | Inghilterra (bandiera) | D     | Harry Clarke     |
| 3  | Scozia (bandiera)      | D     | Josh Doig        |
| 4  | Scozia (bandiera)      | D     | Paul Hanlon      |
| 5  | Scozia (bandiera)      | D     | Ryan Porteous    |
| 6  | Scozia (bandiera)      | D     | Paul McGinn      |
| 7  | Scozia (bandiera)      | C     | Kyle Magennis    |
| 8  | Inghilterra (bandiera) | C     | Drey Wright      |
| 9  | Galles (bandiera)      | A     | Christian Doidge |
| 10 | Australia (bandiera)   | A     | Martin Boyle     |
| 11 | Inghilterra (bandiera) | C     | Joe Newell       |
| 12 | Inghilterra (bandiera) | D     | Nathan Wood      |
| 13 | Cipro (bandiera)       | C     | Alex Gogić       |
| 14 | Stati Uniti (bandiera) | A     | Chris Mueller    |
| 15 | Scozia (bandiera)      | A     | Kevin Nisbet     |
| 16 | Scozia (bandiera)      | D     | Lewis Stevenson  |
| 17 | Scozia (bandiera)      | C     | Daniel MacKay    |
| 18 | Scozia (bandiera)      | A     | Jamie Murphy     |
| 19 | Inghilterra (bandiera) | C     | Demetri Mitchell |

| N. |                     | Ruolo | Calciatore        |
| -- | ------------------- | ----- | ----------------- |
| 20 | Svezia (bandiera)   | C     | Melker Hallberg   |
| 21 | Polonia (bandiera)  | P     | Kevin Dabrowski   |
| 22 | Irlanda (bandiera)  | C     | Jake Doyle-Hayes  |
| 23 | Scozia (bandiera)   | C     | Scott Allan       |
| 24 | Scozia (bandiera)   | D     | Darren McGregor   |
| 25 | Scozia (bandiera)   | A     | James Scott       |
| 27 | Scozia (bandiera)   | D     | Chris Cadden      |
| 29 | Scozia (bandiera)   | C     | Steven Bradley    |
| 30 | Norvegia (bandiera) | A     | Runar Hauge       |
| 32 | Scozia (bandiera)   | C     | Josh Campbell     |
| 33 | Belgio (bandiera)   | D     | Rocky Bushiri     |
| 34 | Norvegia (bandiera) | A     | Elias Melkersen   |
| 36 | Belgio (bandiera)   | D     | Allan Delferriere |
| 39 | Scozia (bandiera)   | A     | Josh O'Connor     |
| 46 | Scozia (bandiera)   | C     | Jacob Blaney      |
| 47 | Scozia (bandiera)   | C     | Murray Aiken      |
| 48 | Scozia (bandiera)   | C     | Robbie Hamilton   |
| 49 | Scozia (bandiera)   | D     | Oscar MacIntyre   |
| 80 | Scozia (bandiera)   | C     | Ewan Henderson    |

## Risultati

### Scottish Premiership

#### Prima fase
| Arbitro: | David Munro |

|                                     |           |                                                                |
| Kevin van Veen 12’ Bevis Mugabi 29’ | Marcatori | 17’ Kyle Magennis 56’ Christian Doidge 70’ (rig.) Martin Boyle |

| Arbitro: | Grant Irvine |

|                                                         |           |  |
| Martin Boyle 22’ Kyle Magennis 26’ Christian Doidge 33’ | Marcatori |  |

| Arbitro: | Alan Muir |

|                                     |           |                                           |
| Jason Cummings 11’ Paul McGowan 83’ | Marcatori | 39’ (rig.) Martin Boyle 59’ Ryan Porteous |

| Arbitro: | Steven McLean |

|                                   |           |  |
| Kevin Nisbet 51’ Martin Boyle 89’ | Marcatori |  |

| Edimburgo 12 settembre 2021, ore 13:00 5ª giornata | Hearts     | 0 – 0 referto | Hibernian | Tynecastle Park (18.177 spett.)\| Arbitro: \| Nick Walsh \| |
| Arbitro:                                           | Nick Walsh |               |           |                                                             |

| Arbitro: | Kevin Clancy |

|                                         |           |                                       |
| Paul McGinn 57’ Martin Boyle 61’ (rig.) | Marcatori | 42’ Eamonn Brophy 88’ Joe Shaughnessy |

| Arbitro: | John Beaton |

|                         |           |  |
| Martin Boyle 61’ (rig.) | Marcatori |  |

| Arbitro: | Nick Walsh |

|                                     |           |                 |
| Kemar Roofe 60’ Alfredo Morelos 78’ | Marcatori | 8’ Kevin Nisbet |

| Arbitro: | Alan Muir |

|  |           |                                                     |
|  | Marcatori | 44’ Nicky Clark 52’ Ryan Edwards 74’ Kieran Freeman |

| Arbitro: | Greg Aitken |

|                       |           |  |
| Christian Ramirez 27’ | Marcatori |  |

| Arbitro: | Don Robertson |

|                  |           |                                                                    |
| Martin Boyle 37’ | Marcatori | 10’ Anthony Ralston 14’ Cameron Carter-Vickers 30’ Kyogo Furuhashi |

| Arbitro: | Gavin Duncan |

|                   |           |  |
| Blair Spittal 72’ | Marcatori |  |

| Arbitro: | Don Robertson |

|                   |           |  |
| Jack McMillan 16’ | Marcatori |  |

| Arbitro: | Gavin Duncan |

|                          |           |  |
| Paul McMullan 34’ (aut.) | Marcatori |  |

| Arbitro: | Euan Anderson |

|                          |           |                                   |
| Ryan Porteous 40’ (aut.) | Marcatori | 83’ Kevin Nisbet 86’ Jamie Murphy |

| Arbitro: | John Beaton |

|  |           |                        |
|  | Marcatori | 85’ (rig.) Kemar Roofe |

| Arbitro: | Colin Steven |

|                  |           |               |
| Kevin Nisbet 33’ | Marcatori | 60’ Tony Watt |

| Arbitro: | Kevin Clancy |

|                     |           |                   |
| Joe Shaughnessy 87’ | Marcatori | 52’ Josh Campbell |

| Arbitro: | Alan Muir |

|                   |           |  |
| Ryan Porteous 64’ | Marcatori |  |

| Arbitro: | Willie Collum |

|                  |           |                                                       |
| Declan Glass 90’ | Marcatori | 38’ Kevin Nisbet 78’ Chris Cadden 90'+3’ Jamie Murphy |

| Arbitro: | Willie Collum |

|                                            |           |  |
| Daizen Maeda 4’ Josip Juranovic 25’ (rig.) | Marcatori |  |

| Edimburgo 1º febbraio 2022, ore 20:45 22ª giornata | Hibernian     | 0 – 0 referto | Hearts | Easter Road Stadium (20.419 spett.)\| Arbitro: \| Don Robertson \| |
| Arbitro:                                           | Don Robertson |               |        |                                                                    |

| Motherwell 26 gennaio 2022, ore 20:45 23ª giornata | Motherwell    | 0 – 0 referto | Hibernian | Fir Park\| Arbitro: \| Andrew Dallas \| |
| Arbitro:                                           | Andrew Dallas |               |           |                                         |

| Arbitro: | Grant Irvine |

|                                      |           |                                                     |
| Demetri Mitchell 6’ Chris Cadden 32’ | Marcatori | 18’ Ayo Obileye 53’ Jack Fitzwater 59’ Alan Forrest |

| Arbitro: | Greg Aitken |

|  |           |                  |
|  | Marcatori | 62’ Connor Ronan |

| Arbitro: | Nick Walsh |

|                                               |           |  |
| James Tavernier 5’ (rig.) Alfredo Morelos 57’ | Marcatori |  |

| Arbitro: | Steven McLean |

|                                           |           |  |
| Jake Doyle-Hayes 50’ Jake Doyle-Hayes 78’ | Marcatori |  |

| Edimburgo 27 febbraio 2022, ore 13:00 28ª giornata | Hibernian    | 0 – 0 referto | Celtic | Easter Road Stadium (17.374 spett.)\| Arbitro: \| Kevin Clancy \| |
| Arbitro:                                           | Kevin Clancy |               |        |                                                                   |

| Dundee 2 marzo 2022, ore 20:45 29ª giornata | Dundee      | 0 – 0 referto | Hibernian | Dens Park\| Arbitro: \| David Munro \| |
| Arbitro:                                    | David Munro |               |           |                                        |

| Edimburgo 5 marzo 2022, ore 16:00 30ª giornata | Hibernian    | 0 – 0 referto | St. Johnstone | Easter Road Stadium (19.585 spett.)\| Arbitro: \| Craig Napier \| |
| Arbitro:                                       | Craig Napier |               |               |                                                                   |

| Arbitro: | Alan Muir |

|                                                                          |           |                          |
| Lewis Ferguson 37’ (rig.) Lewis Ferguson 64’ (rig.) Vicente Besuijen 80’ | Marcatori | 20’ (aut.) Calvin Ramsay |

| Arbitro: | Don Robertson |

|               |           |                 |
| Clarke 45'+1’ | Marcatori | 10’ Ross Graham |

| Arbitro: | Nick Walsh |

|                                                             |           |                |
| Andy Halliday 45'+1’ Stephen Kingsley 47’ Andy Halliday 58’ | Marcatori | 5’ Drey Wright |

#### Seconda fase
| Arbitro: | Euan Anderson |

|  |           |                    |
|  | Marcatori | 74’ Ewan Henderson |

| Arbitro: | Chris Graham |

|                   |           |  |
| Scott Pittman 57’ | Marcatori |  |

| Edimburgo 7 maggio 2022, ore 16:00 3ª giornata                    | Hibernian | 1 – 1 referto   | Aberdeen | Easter Road Stadium |
| \| \| \| \| \| Paul McGinn 83’ \| Marcatori \| 55’ David Bates \| |           |                 |          |                     |
|                                                                   |           |                 |          |                     |
| Paul McGinn 83’                                                   | Marcatori | 55’ David Bates |          |                     |

| Arbitro: | Craig Napier |

|                                                    |           |                 |
| Niall McGinn 3’ Josh Mulligan 67’ Charlie Adam 86’ | Marcatori | 29’ James Scott |

| Arbitro: | David Dickinson |

|                                                                 |           |  |
| Paul McGinn 44’ James Scott 48’ James Scott 61’ James Scott 88’ | Marcatori |  |

### Scottish Cup
| Arbitro: | Euan Anderson |

|                   |           |  |
| Kevin Nisbet 112’ | Marcatori |  |

| Arbitro: | Willie Collum |

|                  |           |                                                         |
| Craig Wighton 6’ | Marcatori | 20’ Demetri Mitchell 71’ Kevin Nisbet 87’ Chris Mueller |

| Arbitro: | Willie Collum |

|                   |           |                                                   |
| Joseph Efford 43’ | Marcatori | 15’ Elias Hoff Melkersen 37’ Elias Hoff Melkersen |

| Arbitro: | John Beaton |

|                                      |           |                  |
| Ellis Simms 16’ Stephen Kingsley 21’ | Marcatori | 22’ Chris Cadden |

### Scottish League Cup
| Arbitro: | Bobby Madden |

|                                    |           |  |
| Kyle Magennis 51’ Kevin Nisbet 73’ | Marcatori |  |

| Arbitro: | Willie Collum |

|                   |           |                                                          |
| Peter Pawlett 58’ | Marcatori | 3’ Joe Newell 37’ Scott Allan 45'+1’ (rig.) Martin Boyle |

| Arbitro: | Kevin Clancy |

|                   |           |                                                          |
| Scott Arfield 40’ | Marcatori | 9’ Martin Boyle 21’ Martin Boyle 38’ (rig.) Martin Boyle |

| Arbitro: | John Beaton |

|                 |           |                                         |
| Paul Hanlon 51’ | Marcatori | 52’ Kyogo Furuhashi 72’ Kyogo Furuhashi |

### UEFA Europa Conference League
| Arbitro: | Vilhjálmur Alvar Thórarinsson |

|                                                           |           |  |
| Martin Boyle 14’ (rig.) Martin Boyle 47’ Kevin Nisbet 81’ | Marcatori |  |

| Arbitro: | Alex Troleis |

|                     |           |                                 |
| Guillaume Lopez 70’ | Marcatori | 73’ Jamie Murphy 76’ Dan MacKay |

| Arbitro: | Juan Martínez Munuera |

|                  |           |                  |
| Martin Boyle 67’ | Marcatori | 61’ Prince Ampem |

| Arbitro: | Donatas Rumsas |

|                                                                                |           |                   |
| Domagoj Pavicic 36’ Issah Abass 68’ Paul McGinn 73’ (aut.) Denis Bušnja 90'+3’ | Marcatori | 56’ Kyle Magennis |